# Петров, Александр Карпович
Александр Карпович Петров (1856 — не ранее 1918) — генерал от инфантерии, герой русско-турецкой войны 1877—1878 годов, комендант Зегржской и Выборгской крепостей.

## Биография
Родился 30 августа 1856 года. Начальное образование получил дома, 9 июня 1872 года был зачислен в Тифлисское пехотное юнкерское училище, откуда выпущен 15 ноября 1876 года прапорщиком в 81-й пехотный Апшеронский полк.
Далее Петров служил в 83-м пехотном Самурском полку, во время русско-турецкой войны 1877—1878 годов вместе с полком состоял в отряде генерал-майора князя Накашидзе и принимал участие в подавлении восстания горцев в Дагестане. За боевые отличия был произведён в подпоручики (со старшинством от 12 июня 1877 года) и 4 апреля 1878 года награждён орденом св. Георгия 4-й степени. В приказе от награждении было сказано:
4-го октября, когда три роты самурцев заняли Лавашинские высоты и атаковали неприятеля в завалах, командовавший 14-й ротой подпоручик Петров, ведя свою роту впереди других по самому крутому подъему, первый бросился на завалы, причём лично захватил знамя главного предводителя мятежников Абдул-Меджида Казикумухского. Затем, подавая пример храбрости и неустрашимости, он руководил действиями своей роты во время рукопашной схватки. 14-я рота отбила в этом деле пятнадцать значков.
Продолжая службу по армейской пехоте Кавказского военного округа Петров последовательно получил чины поручика (17 января 1880 года), штабс-капитана (24 апреля 1882 года), капитана (26 февраля 1886 года), подполковника (27 февраля 1893 года) и полковника (21 января 1898 года, в 77-м пехотном Тенгинском полку).
25 ноября 1899 года Петров возглавил 107-й пехотный Троицкий полк. С 16 марта 1904 года командовал 139-м пехотным Моршанским полком. Принимал участие в русско-японской войне, за отличие награждён орденом св. Анны 2-й степени с мечами и золотым оружием с надписью «За храбрость» и произведён в генерал-майоры (со старшинством от 6 декабря 1904 года).
29 января 1905 года был назначен комендантом Зегржской крепости, а 20 августа 1909 года был переведён на аналогичную должность в Выборгскую крепость. 6 декабря 1910 года за отличие по службе произведён в генерал-лейтенанты (старшинство в чине установлено с 6 декабря 1908 года). На всём протяжении Первой мировой войны Петров продолжал занимать должность Выборгского коменданта и 6 декабря 1916 года за отлично-усердную службу и труды понесённые во время военных действий получил чин генерала от инфантерии.
После Февральской революции Петров 4 марта 1917 года был арестован солдатами, однако на следующий день освобождён. Тем не менее 9 марта он был окончательно отстранен выборным комитетом от должности коменданта Выборгской крепости и 2 апреля зачислен в резерв чинов при штабе Петроградского военного округа. 17 декабря 1917 года уволен со службы с мундиром и пенсией. Жил в Петрограде.
Судьба Петрова после 1917 года не установлена, есть косвенные упоминания что в феврале 1918 года он был ещё жив. Похоронен на Ваганьковском кладбище. Сын А. К. Петрова — Михаил Александрович Петров, советский военно-морской деятель, автор «Боевого устава Военно-морских Сил РККА» (1930 г.). Репрессирован.

## Награды
Среди прочих наград Петров имел ордена:
- Орден Святого Георгия 4-й степени (5 апреля 1878 года)
- Орден Святого Станислава 3-й степени (1890 год)
- Орден Святой Анны 3-й степени (1896 год)
- Орден Святого Владимира 4-й степени (22 сентября 1902 года, «за двадцатипятилетнюю в офицерских чинах беспорочную службу»)
- Орден Святой Анны 2-й степени с мечами (1905 год)
- Золотое оружие с надписью «За храбрость» (29 сентября 1906 года)
- Орден Святого Владимира 3-й степени (1908 год)
- Орден Святого Станислава 1-й степени (6 декабря 1912 года)
- Орден Святой Анны 1-й степени (18 февраля 1915 года)
- Орден Святого Владимира 2-й степени (16 февраля 1916 года)
- Орден Белого орла (16 октября 1916 года)